# フェルッチョ・スカーリャ
フェルッチョ・スカーリア（Ferruccio Scaglia, 1921年2月20日 - 1979年6月25日）は、イタリアの指揮者、ヴァイオリン奏者。

## 経歴
1921年、トリノ生まれ。1936年にトリノ音楽院でヴァイオリンの、1939年にはピアノと指揮でディプロマを受けた。指揮のディプロマを受けた年には、リッカルド・ブレンゴーラ等と一緒にキジアーナ弦楽四重奏団を結成し、アリゴ・セラートの下でヴァイオリンの腕を磨いた。1940年からヴェラ・フランチェスキとデュオを組んでいる。また第二次世界大戦中に指揮者のアキーユ・コンソーリの娘と結婚した。
第二次世界大戦後の1948年にフェニーチェ座でのイーゴリ・ストラヴィンスキーの《オルフェウス》等の上演に参加して指揮活動に興味をもつようになり、1950年から1955年までフェルナンド・プレヴィターリのアシスタントとなった。1959年から1965年までマッシモ・フレッチャと共にローマ・イタリア放送交響楽団の首席指揮者を務めた。
1979年、ローマにて没。